# 北尾吉孝
北尾吉孝（1951年1月21日—），日本知名企业家，出生在日本兵库县，现为日本SBI Holdings公司总裁。

## 人物
1995年北尾吉孝44岁，为软银集团（Softbank）担任上市操作负责人时，与孙正义结缘，即离开野村证券出任为软银集团（Softbank）常務董事(相当于副总裁)。发挥其资金运作的出色才干，为孙正义打造了日本软银帝国，堪称第一功臣。1999年，北尾吉孝脱离软银，带领55位部下自创软银金融SBI集团并自任总裁。
北尾吉孝一直隐于孙正义幕后，比较低调。一直到2005年，当时活力門的堀江贵文试图强行收购富士电视台公司，为维护日本商界传统伦理，北尾吉孝挺身而出参加了富士电视台公司的股权保卫战，节制了当时如日中天的堀江贵文，从而扬名于日本。
短短数年，SBI集团已发展成为下辖上百家企业的日本最大的综合金融信息集团，这和北尾吉孝的过人才干及其独特的儒家思想和经营哲学是分不开的。
北尾吉孝认为，在企业的成长和发展中，应遵循万古不变的伦理价值观，这样的人生才具有充实的意义；中国的古典思想，特别是以《论语》为代表的儒学思想正是这种伦理价值观的基础，具有永久性和普遍性；企业经营者应以儒学为指导，实现自己的人生理想和价值。
曾祖父北尾墨香为日本江户时代的儒学大师，历代儒学人才辈出。受儒家文化背景熏陶，北尾吉孝自五岁起即开始学习《论语》，广览群书，一直推崇中国古典先哲的教诲。他在著作中多次提到，他的伦理价值观受到了东方式的特别是以《论语》为中心的中国古典思想的巨大影响。母亲出生于香港，少女时代在中国天津度过；据说其外祖父中文很好。

## 个人背景
- 1969年　毕业于日本兵庫县立神戸高等学校
- 1974年　毕业于日本庆应大学経済学部、就职于野村證券株式会社综合企画室
- 1978年　于英国剑桥大学経済学部深造后被调至野村证券株式会社海外投资顾问室
- 1987年　升任野村证券株式会社第二事业法人部次长
- 1989年　出任Wasserstein Pereira公司常務董事（伦敦）
- 1991年　升任野村企業情報株式会社董事
- 1992年　升任野村证券株式会社　事业法人三部长
- 1995年　为软银集团（Softbank）担任上市操作负责人时，与孙正义结缘，即离开野村证券出任为软银集团（Softbank）常務董事。
- 1999年　出任软银投资银行株式会社（现为SBI Holdings, Inc.）总裁
- 2005年　出任财团法人SBI儿童希望财团 理事
- 2008年　出任SBI大学院大学 学長

## SBI集团
SBI集团是日本最大的综合金融信息集团，业务范围以金融业务为主，涉及金融衍生服务、住房信贷、生命保险、企业并购、网络信息服务、电子商务等领域。
集团中旗舰为思佰益（SBI Holdings, Inc.），为日本东京证券交易所上市的公司，截止到2010年3月3日，市值为2668亿日元，主要业务包括：资产管理、证券投资、投资银行和综合类金融服务。
该集团与住友信托银行共同创立电子银行，于2009年底客户存款超过1兆日元。
SBI控股公司旗下拥有100%控股的SBI证券公司，以网上证券交易为主、并兼有传统证券业务和网上期货经纪，开户人数超过200万，为日本营业金额最大的证券公司。

## 著作
《君子小人论》、《从中国古籍获取不可思议的力量》、《培养人才》、《“价值创造”的经营》、《电子金融的挑战》、《人为什么要工作》、《不变的经营，成长的经营》、《不断进化的经营》等。

## 脚注
1. ↑  新华社采访 知名儒商北尾吉孝谈中日金融合作 （页面存档备份，存于） 2007年4月18日

## 参看
- SBI控股公司（SBI Holdings, Inc.）（页面存档备份，存于）
- 北尾吉孝-微博（页面存档备份，存于）